# Kazaam
Pour plus de détails, voir Fiche technique et Distribution.
Kazaam est un film américain réalisé par Paul Michael Glaser, sorti en 1996.

## Synopsis
Après avoir berné le gang de son école, Max est obligé de fuir. S'étant réfugié dans une vieille maison, il découvre une vieille boîte d'où s'échappe un génie, Kazaam.

## Fiche technique
- Titre : Kazaam
- Réalisation : Paul Michael Glaser
- Scénario : Paul Michael Glaser, Christian Ford et Roger Soffer
- Photographie : Charles Minsky
- Musique : Christopher Tyng
- Production : Leonard Armato, Bruce Binkow, Robert W. Cort (en), Robert Engelman, Ted Field, Paul Michael Glaser, Michael A. Helfant, Beth Maloney Jelin, Scott Kroopf et Shaquille O'Neal
- Pays d'origine : États-Unis
- Format : Couleurs - 1,85:1 - Dolby Digital
- Genre : comédie
- Durée : 93 minutes
- Date de sortie : 1996

## Distribution
- Shaquille O'Neal  (VF : Jacques Martial)  : Kazaam
- Francis Capra  (VF : Alexis Tomassian): Maxwell 'Max' Connor
- Ally Walker  (VF : Caroline Beaune)  : Alice Connor
- James Acheson  (VF : Patrick Poivey)  : Nicholas 'Nick' Matteo
- Marshall Manesh  (VF : Gérard Hernandez)  : Malik
- John Costelloe  (VF : Michel Vigné)  : Travis
- Fawn Reed : Asia Moon
- Wade Robson : Elito
- Efren Ramirez : Carlos
- Da Brat : Da Brat

## Réception
Le film est un lourd échec critique et commercial. Le basketteur O'Neal expliqua dans une interview qu'il ne joua ce rôle que pour le cachet de 7 millions de $.

## Postérité
Le film fut victime de 2009 à 2016 de l'effet Mandela sur internet, soit le partage et le ressenti collectif d'événements fictifs se transformants en faux souvenir ou en recherche de théorie du complot. Ainsi, un certain nombre d'internautes a confondu ce film avec un long-métrage inexistant, Shazam, ou Shaazam, interprété par le comique Sinbad, avec la même idée de génie bienfaiteur,.